# 간평의
간평의(簡平儀)는 서울특별시 종로구 서울역사박물관에 있는, 조선시대에 만들어진 시간과 天體曆을 살피는데 활용되는 과학유물이다. 2002년 12월 26일 서울특별시의 유형문화재 제163호로 지정되었다.

## 개요
서울역사박물관이 소장하고 있는 이 간평의(簡平儀)는 시간과 天體曆을 살피는데 활용되는 과학유물로 알려져 있는데 우리나라에서는 처음으로 발견된 것이다. 간평의는 1680년(康熙 19년) 중국에 들어온 서양선교사들에 의해 처음 만들어졌다고 알려진다. 우리나라의 경우는 영조 때의 실학자 담헌 홍대용(湛軒 洪大容, 1731 ~1783)이 중국에 다녀온 후 1752년～1762년간에 일종의 私設 천문대로 만든 농수각(籠水閣) 내에 측관(測管)이란 儀器를 제작해 놓았다고 하는데 이것이 바로 현재 실물은 전해지지 않지만 우리나라 최초의 간평의라고 전해진다. 「평의(平儀)」는 지구의(地球儀)나 혼의(渾儀)와 같은 둥근 球 모양의 儀器(즉, 球儀)와는 달리 평평한 곳에 하늘을 투영한 儀器를 가리킨다.「간평의(簡平儀)」는 그러한 평의를 더욱 간편하게 만들었다 해서 붙여진 이름이다.
이 간평의는 원반모양으로 된 놋쇠판 앞․뒷면에 별자리와 24절기, 밤 시간의 5更, 1년간의 calender 등을 표시해놓았다. 앞면은 두 개의 판으로 이루어져 있다. 아래에 있는 것이 북 반구 별자리와 赤位 약 52°부근까지의 남반구 별자리, 적도, 황도선 등을 새긴 천반(天盤)이고 그 위에 놓인 것이 지평선과 천중선 등을 표시한 지반(地盤)인데 지반의 일부분을 둥글게 오려내어 두 개의 판을 돌려 조합함으로써 별자리를 확인할 수 있도록 제작되었다. 뒷면의 경우 시간, 24절기, calendar 다이얼 등이 표시된 원반 위에 12干支가 線刻되어 있는 지름 5.6cm의 원반이 올려져 있는 구조로 되어 있으며 절기에 따라 밤시간을 측정할 수 있도록 되어 있다. 이러한 본 儀器의 구조는 1680년(康熙 19년)에 제작된 중국의 簡平儀와 유사한데, 특히 뒷면의 경우는 똑같다. 그러나 앞면의 경우 천반 중앙 부위에 표시된 별자리 등에서 차이가 있다. 서울역사박물관 소장 본 간평의는 지평선 정남에서의 항성(恒星)의 적위가 약 52°로 나타나 있는데 이는 漢陽에서 남중하는 별들을 관측할 수 있는 범위인 것을 고려할 때 그 제작이 국내에서 이루어진 것임을 나타내 준다고 볼 수 있다. 이 기구는 우리나라에서 찾아낸 첫 簡平儀 유물인데다 제작솜씨도 정밀하며 천문학적, 과학사적 가치가 크다.

## 참고 문헌
- 간평의 - 국가유산청 국가유산포털